# Cúpula del Génesis

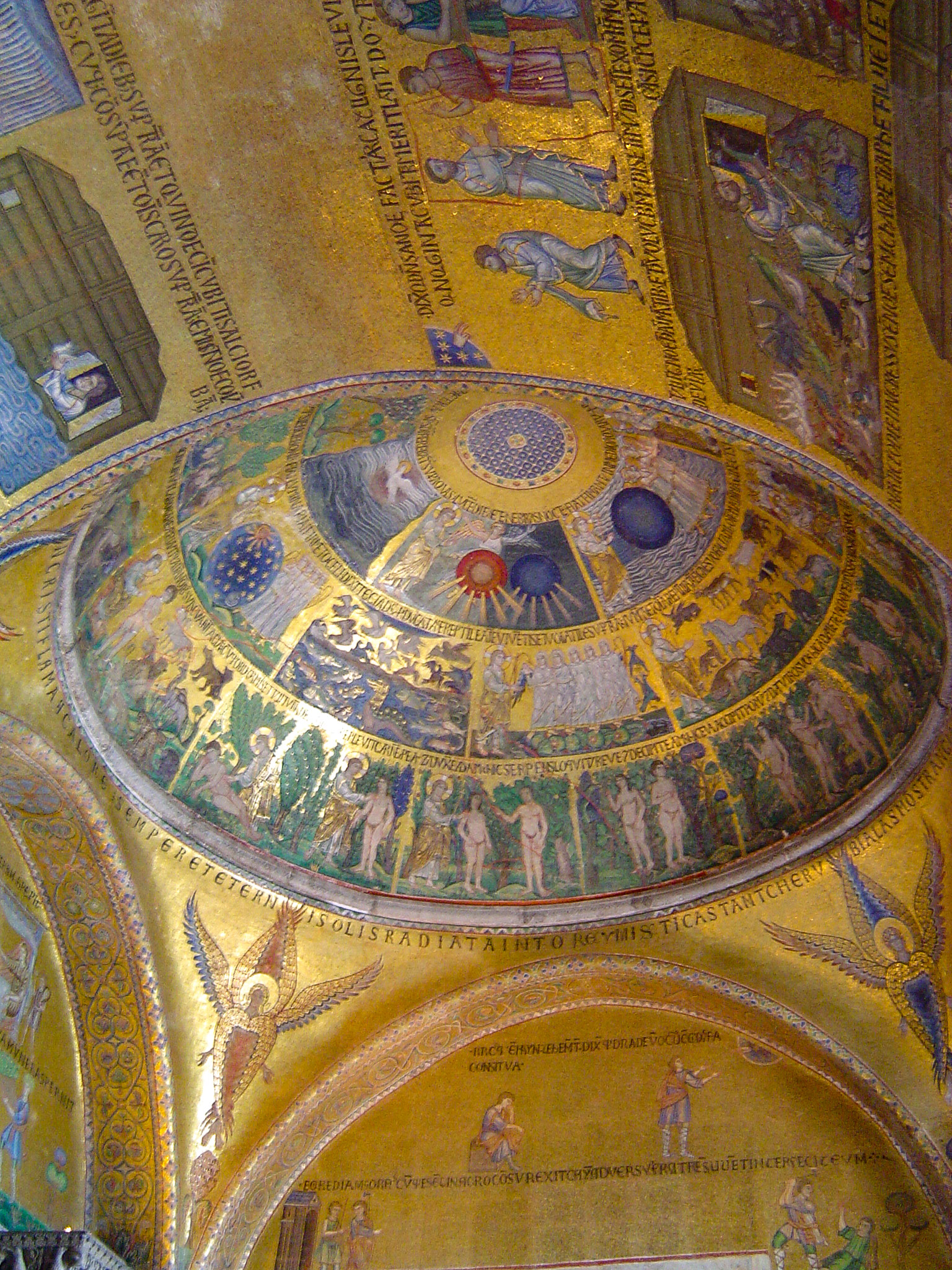
La cúpula del Génesis,.

La cúpula del Génesis es una cúpula situada en el nártex de la Basílica de San Marcos de Venecia, decorada con mosaicos de estilo bizantino (siglo XIII). Su nombre proviene del tema central de los mosaicos que representan el pasaje narrado en el primer libro de la Biblia sobre la creación del Universo.
Uno de los magistrados supremos de Venecia, el Dux Domenico Selvo había solicitado a los mercaderes que comerciaban en la ciudad de los canales que trajeran de Oriente mármol y piedras preciosas para decorar la Basílica, por lo que el interior de ella está primorosamente adornado.
Ejecutados en vidrio y oro, los mosaicos describen los diferentes días en los que, según el relato del Génesis, Dios creó el universo, la separación de luz y tinieblas, del agua de la tierra, los astros celestes, las plantas, los animales y finalmente el ser humano. Su esplendor contrasta con el ambiente interior de la Basílica, algo sombrío y oscuro.
La riqueza de su decoración es considerada una representación de la independencia y autonomía de Venecia frente a la Iglesia de Roma. En el nártex hay otros temas realizados con la técnica del mosaico, como los narrados sobre el tema del arca de Noé.
A diferencia de los templos que pertenecieron al imperio bizantino y posteriormente pasaron a manos de los musulmanes (como Santa Sofía de Constantinopla, con su decoración cristiana oculta bajo pintura), la Basílica de San Marcos conserva intactos sus mosaicos.